# My Summer of Love
My Summer of Love är titeln på en film från 2004 regisserad av Pawel Pawlikowski. Filmen baseras på Helen Cross roman med samma namn.

## Handling
Mona möter den exotiska Tamsin, under sommaren upptäcker de två unga kvinnorna att de har mycket att lära av varandra och mycket att utforska tillsammans.

## Om filmen
- Filmen är inspelad i West Yorkshire och Lancashire.

- Den hade världspremiär vid filmfestivalen i Edinburgh den 21 augusti 2004 och svensk premiär den 23 oktober 2005.

- Filmen har homosexualitet som centralt tema.

- Emily Blunt gjorde sin långfilmsdebut i denna film.

## Rollista (komplett)
- Nathalie Press - Mona
- Emily Blunt - Tamsin
- Paddy Considine - Phil
- Dean Andrews - Ricky
- Michelle Byrne - Rickys fru
- Paul Antony-Barber - Tamsins pappa
- Lynette Edwards - Tamsins mamma
- Kathryn Sumner - Sadie

## Musik i filmen
- Lovely Head, skriven av Goldfrapp och Will Gregory, framförd av Goldfrapp
- Den döende svanen, skriven av Camille Saint-Saëns, framförd av Emily Blunt
- Hare Krishna Hare Ram, skriven och framförd av Anand Bakshi och R D Burman
- La Foule, skriven av Michel Rivgauche, Angel Cabral och Enrique Dizeo, framförd av Édith Piaf
- Tres Caravelas, skriven av Dasca Alguero och Santa Guardia, framförd av Gilberto Gil och Caetano Veloso
- Oh Oh Antonio, skriven av Dan Lipton och C W Murphy
- Jesus Christ, skriven av Matt Redman
- Stråkkvartett nr 2 i D-dur, skriven av Aleksandr Borodin, framförd av The Budapest Haydn Quartet
- Sway, skriven av Paulo Beltran Ruiz, framförd av Dean Andrews
- Mauereische Trauermusik i c-moll, skriven av Wolfgang Amadeus Mozart